# Rachid Ghanimi
Rachid Ghanimi, född 25 april 2001 i Khouribga, är en marockansk fotbollsspelare.

## Karriär
Rachid Ghanimi inledde sin seniorkarriär i RC Oued Zem 2021. 2023 kontrakterades han av Fath Union Sport. Han har representerat Marocko på U23-nivån sedan 2023. Han ingick i det marockanska laget som vid olympiska sommarspelen 2024 i Paris tog brons efter att Marocko besegrat Egypten i bronsmatchen.